# Diogo Rincón
Diogo Augusto Pacheco da Fontoura, noto semplicemente come Diogo Rincón (Porto Alegre, 18 aprile 1980), è un ex calciatore brasiliano, di ruolo centrocampista.
Ha fatto parte della nazionale brasiliana Under-17, vincitrice dei mondiali nel 1997.

## Palmarès

### Club

#### Competizioni nazionali
- Vyšča Liha: 3

Dinamo Kiev: 2002-2003, 2003-2004, 2006-2007
- Kubok Ukraïny: 4

Dinamo Kiev: 2002-2003, 2004-2005, 2005-2006, 2006-2007

#### Competizioni statali
- Campionato Gaúcho: 1

Internacional: 2002

### Nazionale

#### Competizioni giovanili ed olimpiche
- Campionato mondiale Under-17: 1

Egitto 1997

### Individuali
- Capocannoniere della Coppa di Ucraina: 1

Dinamo Kiev: 2004-2005 (6 gol)